# Didymodon subalpinum
Didymodon subalpinum là một loài Rêu trong họ Pottiaceae. Loài này được (De Not.) Lorentz mô tả khoa học đầu tiên năm 1865.